# Café Chantant (film)
Café Chantant è un film del 1954 diretto da Camillo Mastrocinque.